# Wisper
Die Wisper ist ein 29,7 km langer, rechter Nebenfluss des Rheins im Wispertaunus, der im hessischen Rheingau-Taunus-Kreis verläuft.

## Geographie

### Verlauf
Die Wisperquelle liegt im westlichen Taunus im Osten der Gemarkung Mappershain der Gemeinde Heidenrod, etwa 250 m südlich der Abfahrt von der Bundesstraße 260 nach Mappershain und ebenso weit östlich seiner Ortslage.
Die Wisper fließt zunächst in südwestlicher Richtung durch ein stilles, von Wald und Wiesen geprägtes Tal. Nach 2 km passiert sie die in Hanglage oberhalb des linken Ufers gelegene Ortschaft Wisper. 600 m südwestlich von Wisper ist der Fluss zum rund 200 m langen Wispersee aufgestaut. Der Abfluss des Sees fließt zunächst 3 km weit in grasigem Grund durch ein enges, an den Flanken durchweg bewaldetes, nur über Forstwege begehbares Tal nach Süden, auf dieser Strecke wird sie nur von zwei Fußgängerbrücken gequert. Dann nimmt sie von links den etwa gleich großen Fischbach auf und wendet sich nach Westen.
Ab hier wird die Wisper von der Landesstraße 3033, der sogenannten Wisperstraße, begleitet. Von der Einmündung des Gladbachs an bis zur Brücke der Landesstraße 3272 nach Presberg (Luftlinie 10,5 km) windet sich das Wispertal sehr tief und eng eingeschnitten 16 km lang kurvenreich durch den Taunus, wobei die Wisper häufig die Straßenseite wechselt. Erst kurz vor Lorch weitet sich das Wispertal zum Rheintal hin, wo die Wisper nahe dem Lorcher Stadtkern in den Rhein mündet.
Das Wispertal selbst ist in ganzer Länge sehr wenig besiedelt; oberhalb von Lorch ist das kleine Dorf Geroldstein die einzige geschlossene Ortslage, die von der Wisper durchflossen wird. Alle weiteren Ansiedlungen unterhalb der Ortschaft Wisper sind historische Mühlen sowie Ausflugslokale an Straßenkreuzungen.

### Einzugsgebiet
Das 208,85 km² große Einzugsgebiet der Wisper liegt im Taunus und im Oberen Mittelrheintal. Es wird durch sie über den Rhein zur Nordsee entwässert. Es grenzt
- im Nordosten an das Einzugsgebiet der Aar, die über die Lahn in den Rhein entwässert,
- im Südosten an das der Walluf und an das des Kiedricher Bachs, die beide in den Rhein münden,
- im Süden an die Einzugsgebiete der Rheinzuflüsse Pfingstbach, Elsterbach, Blaubach und Bodentaler Bach,
- im Nordwesten an das des Betzbachs, an das des Volkenbachs, an das des Holzbachs und an das des Forstbachs, die alle in den Rhein münden, und
- im Norden an das des Mühlbachs, der in die Lahn mündet.

Die höchste Erhebung ist die Kalte Herberge mit 619,3 m ü. NHN im Südwesten des Einzugsgebiets. Der größte Teil des Einzugsgebiets ist bewaldet.

### Naturraum
Der größte Teil des Talsystems der Wisper gehört zur naturräumlichen Untereinheit Wispertaunus, die zum westlichen Hintertaunus zählt. Der Wispertaunus hat den Landschaftstyp einer reinen Waldlandschaft, die tief zertalt ist und nur auf wenigen Bergrücken Raum für kleine dörfliche Siedlungen bietet, besonders über den nördlichen rechten Seitentälern. Hier liegen von West nach Ost: Ransel, Wollmerschied, Espenschied, Dickschied, Hilgenroth, Nauroth, Springen und Wisper. In ähnlicher Höhenlage ist über den südlichen linken Seitentälern nur Presberg gelegen. Die Zahl der Talsiedlungen ist wesentlich geringer. Im Nordwesten ist in dem tiefen und engen Einschnitt des Tiefenbachs Sauerthal zu finden, weniger wegen geografischer Vorzüge als vielmehr aufgrund der historischen Grenzlage in einem Gebiet einstmals wertvoller Schiefergruben. Auch im Südosten gibt es noch drei Talsiedlungen: Niedergladbach, Obergladbach und Fischbach. Ansonsten liegen hier große zusammenhängende Waldgebiete wie der Hinterlandswald, die diesen Naturraum besonders schutzwürdig machen. Mehr als ein Drittel der Fläche des Wispertaunus ist als FFH-Gebiet ausgewiesen.

## Geomorphologie
Beim Wispertal handelt es sich um ein ausgeprägtes, enges Sohlenkerbtal bis Kerbtal mit teils ausgeprägter Talasymmetrie. Einer der Gründe dafür sind bis zu 10 m mächtige, einseitige Lössschleppen an den Osthängen, die an den Westhängen fast vollständig fehlen. Die Aue der Wisper ist besonders im Unterlauf mit unterschiedlich mächtigen, mehr oder minder skeletthaltigen Auelehmdecken bedeckt. Sie sind nachgewiesenermaßen die Folge historischer Entwaldung im Einzugsgebiet und werden heute kaum noch weiter gebildet.
Ein meteorologisches Phänomen ist der Wisperwind, eine besonders in den Morgenstunden aus dem Wispertal gegen das Rheintal gerichtete kalte Luftströmung.

## Flora und Fauna

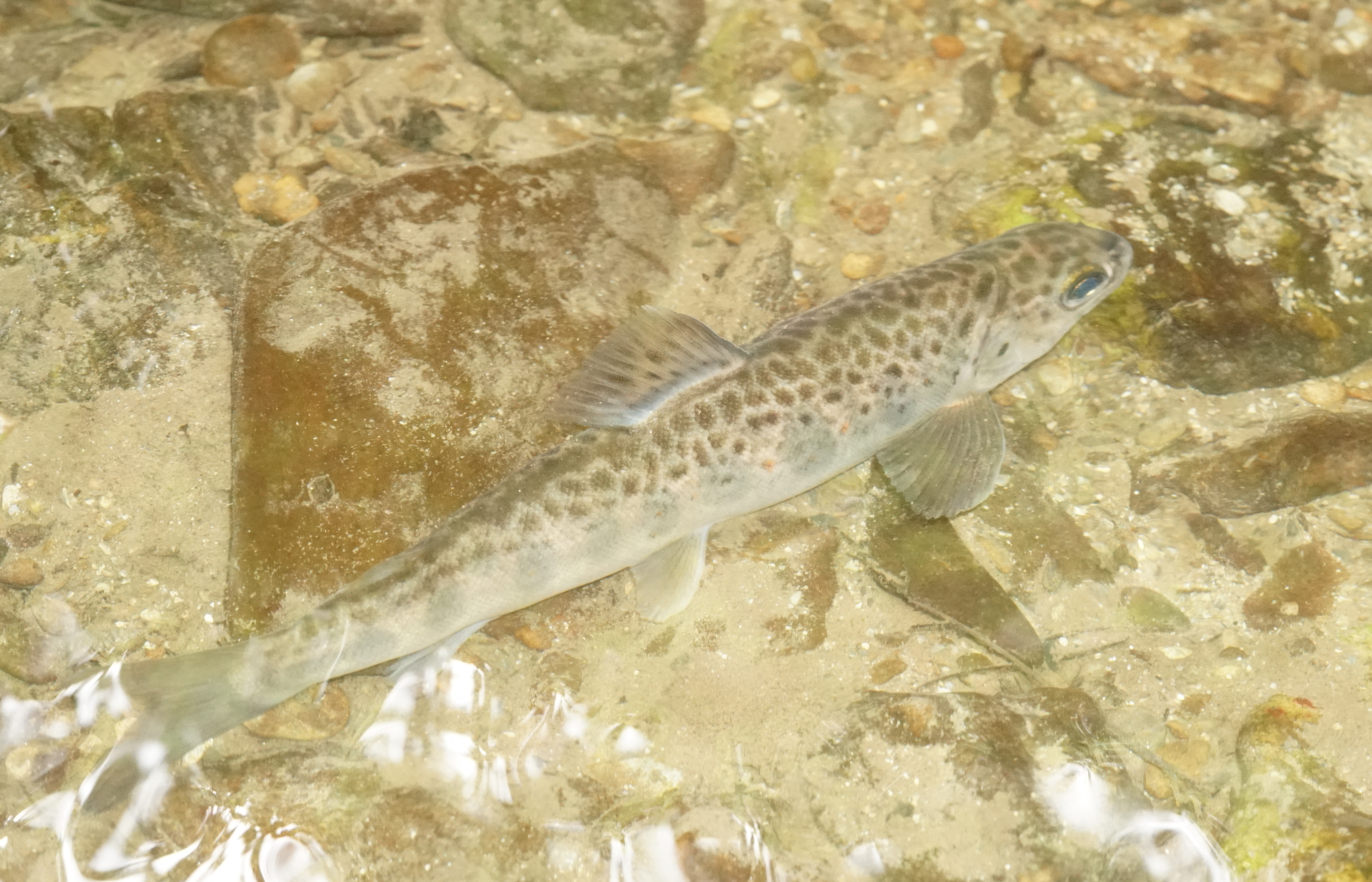
Junger Atlantischer Lachs in der Wisper

Die Wisper ist ein gering-, teilweise sogar unbelastetes Gewässersystem mit den Güteklassen I und I-II. Die wenigen mittlerweile meist geklärten Abwassereinleitungen im Oberlauf einiger abflussarmer Nebenläufe erholen sich durch die gut funktionierende Selbstreinigungskraft der Wisper schnell.
Der Unterlauf der Wisper ist durchgängig für Wanderfische. Im Jahre 2003 haben sich erstmals wieder aus dem Meer zurückgekehrte Lachse in der Wisper fortgepflanzt. Weiterhin kommen noch Bach- und Meerforelle in der Wisper vor.
Die Flora ist geprägt durch große klimatische Unterschiede, geringe menschliche Einflussnahme und reichhaltige Standortfaktoren. Im Wispergebiet, das zum großen Teil als FFH-Gebiet ausgewiesen ist, wachsen viele seltene Pflanzenarten, wie zum Beispiel Orchideen.

## Wispertalsperre
Das Konzept einer Wispertalsperre zur Wasserversorgung wurde in den 1950er und 1960er Jahren geplant, jedoch nie umgesetzt. Für die Planungen siehe die Weiltalsperre.

## Geschichte
Das Gewässer wurde erstmals im 12. Jahrhundert als Wissebura schriftlich erwähnt. Der Name des Ortes Wisper wurde auf den Fluss übertragen.
Das Wispertal war die nördliche Grenzregion des Rheingaus. Zur Grenzsicherung wurden im Mittelalter beiderseits der Grenze mehrere Burgen errichtet. Hierzu zählen außer den Burgen Geroldstein und Haneck (Schwarzenberg) bei Geroldstein talabwärts die Lauksburg bei der Laukenmühle und neben der Burg Rheinberg der Rheingauer Rheingrafen ferner die Burg Blideneck und die Kammerburg, alle drei auf dem gleichen Höhenrücken an der Einmündung des Werkerbachs, sowie in einem Seitental über dem Ort Sauerthal am Tiefenbach die Sauerburg.
Von 1919 bis zur Ruhrbesetzung 1923 gehörte ein schmaler Streifen im Norden des Wispertales von Lorch über Ransel, Wollmerschied, Welterod, Strüth, Zorn und Egenroth nach Laufenselden zum Freistaat Flaschenhals, einem winzigen Gebiet, das am rechten Rheinufer von der Alliierten Rheinlandbesetzung ausgenommen war und vom Rest der Weimarer Republik aus nur über unwegsames Gebiet zu erreichen war.

## Sehenswürdigkeiten
Neben der bei Motorradfahrern beliebten kurvenreichen Strecke, auf der die Höchstgeschwindigkeit mittlerweile aus Lärm- und Unfallvermeidungsgründen auf 60 km/h beschränkt ist, finden sich die folgenden Ruinen im Wispertal (von der Quelle bis zur Mündung):
- Burg Haneck
- Burg Geroldstein
- Lauksburg
- Kammerburg
- Burg Rheinberg
- Ruine Nollig

## „Sanfter Tourismus“ im Wispertal
Ein Netz von Wanderwegen durchzieht das touristisch noch wenig bekannte Wispertal. Seit 2009 besteht der mit dem Deutschen Wandersiegel Premiumweg ausgezeichnete WispertalSteig.
In der Nähe der Burgen gibt es einige Ausflugsgaststätten, welche als lokale Spezialität die „Wisperforelle“ anbieten. Insbesondere auf dem Abschnitt zwischen dem weiträumigen Firmengelände des Verpackungsherstellers Schlaadt und der Alten Villa gibt es mehrere Forellenzuchtbetriebe.
Die Alte Villa ist ein ehemaliges Jagdhaus, das seine heutige heterogene Gestalt teilweise im Jugendstil und teilweise in Fachwerk im 19. Jahrhundert erhielt. Einige ehemalige Mühlen an der Wisper sind zu Gaststätten umfunktioniert worden.

## Galerie

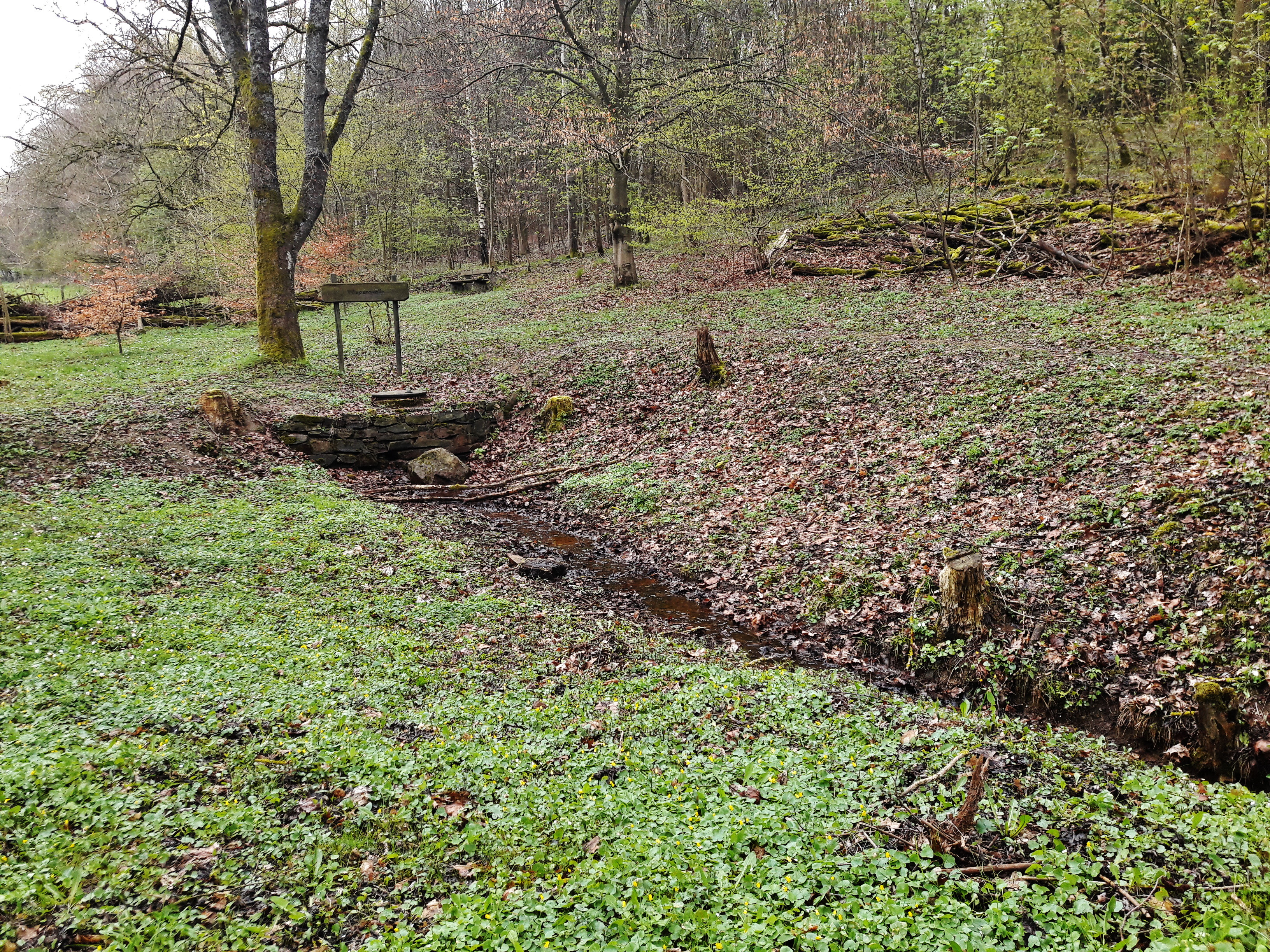
Wisperquelle bei Mappershain
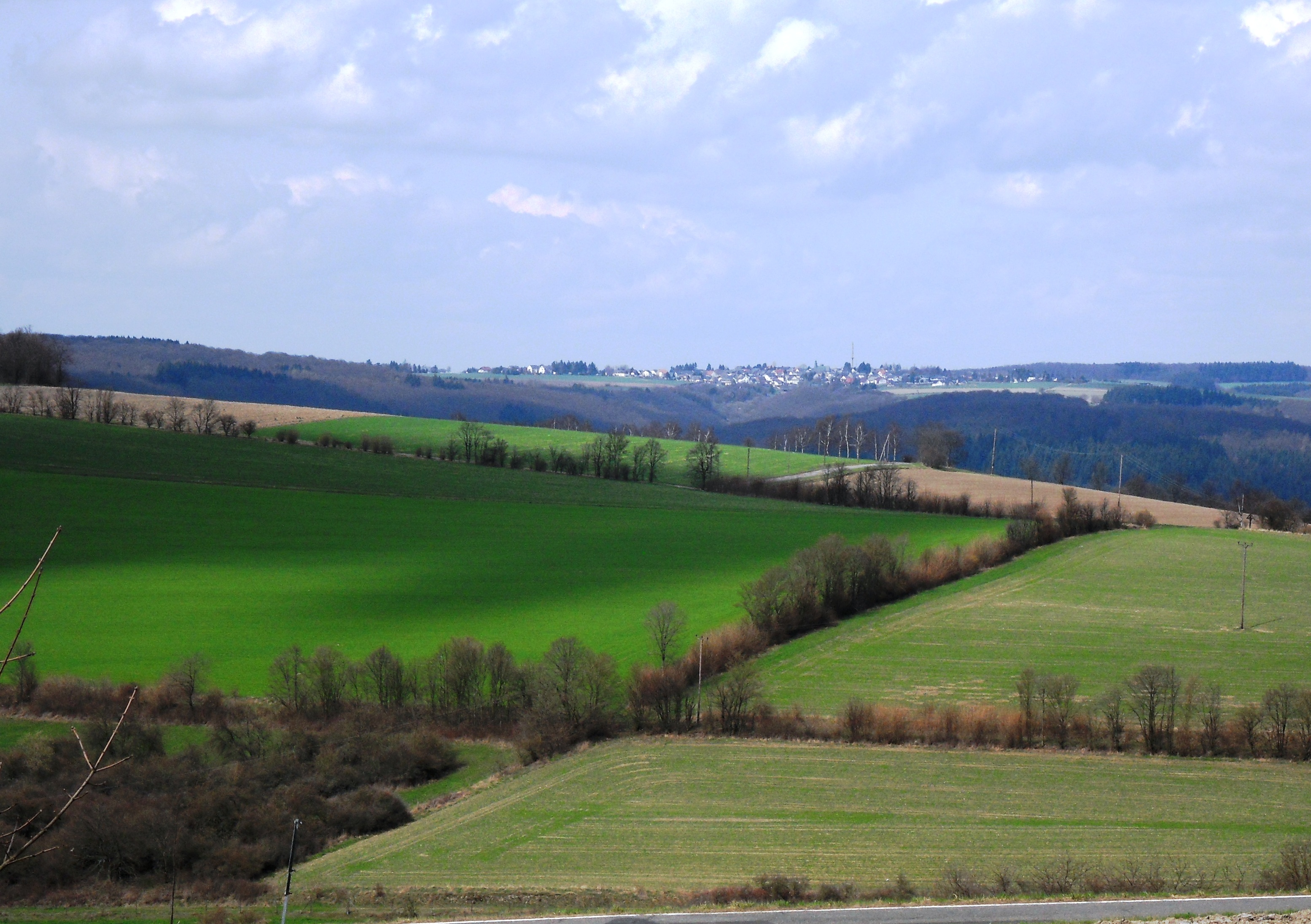
Wispertal (2010)
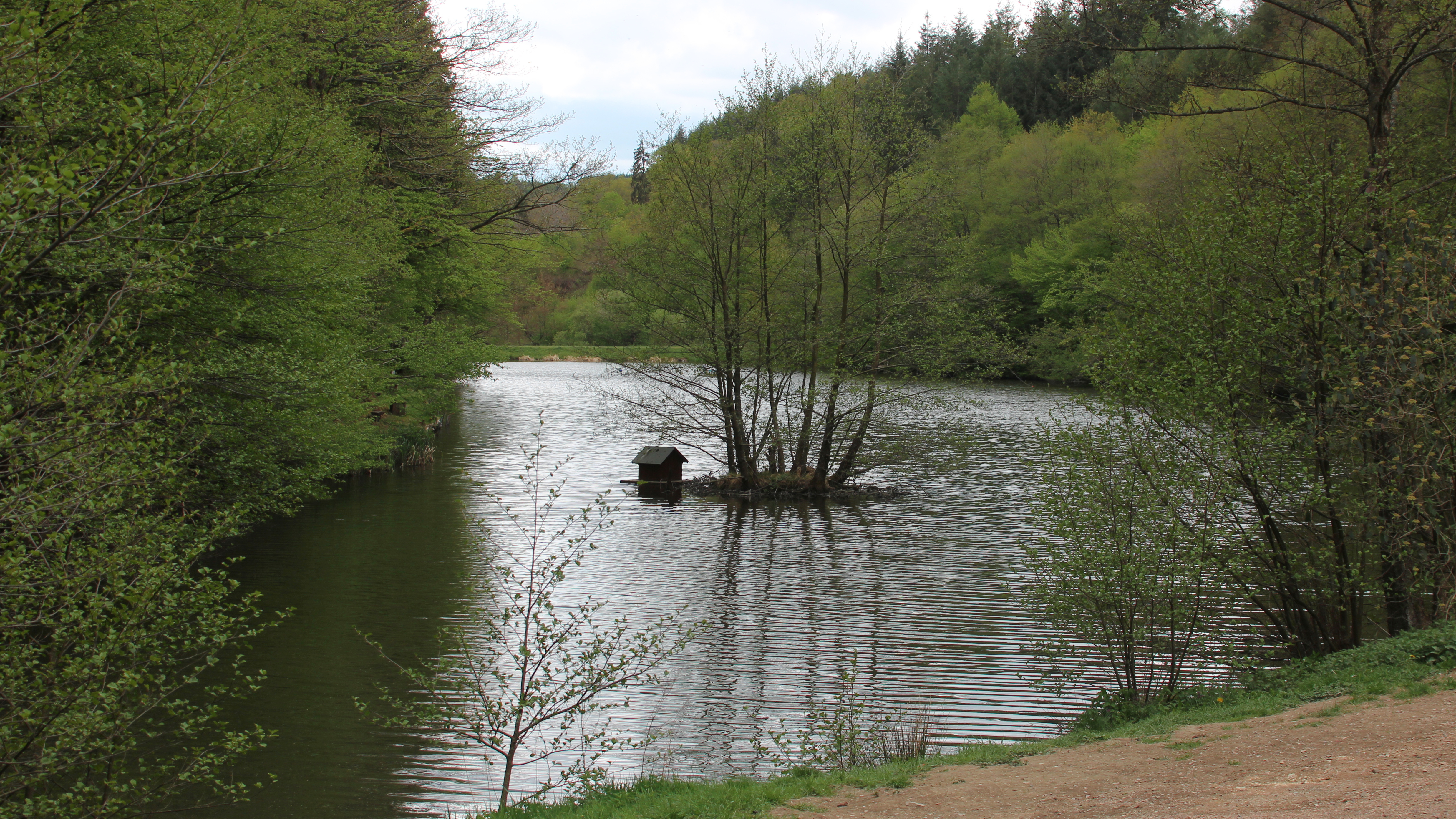
Wispersee (2020)
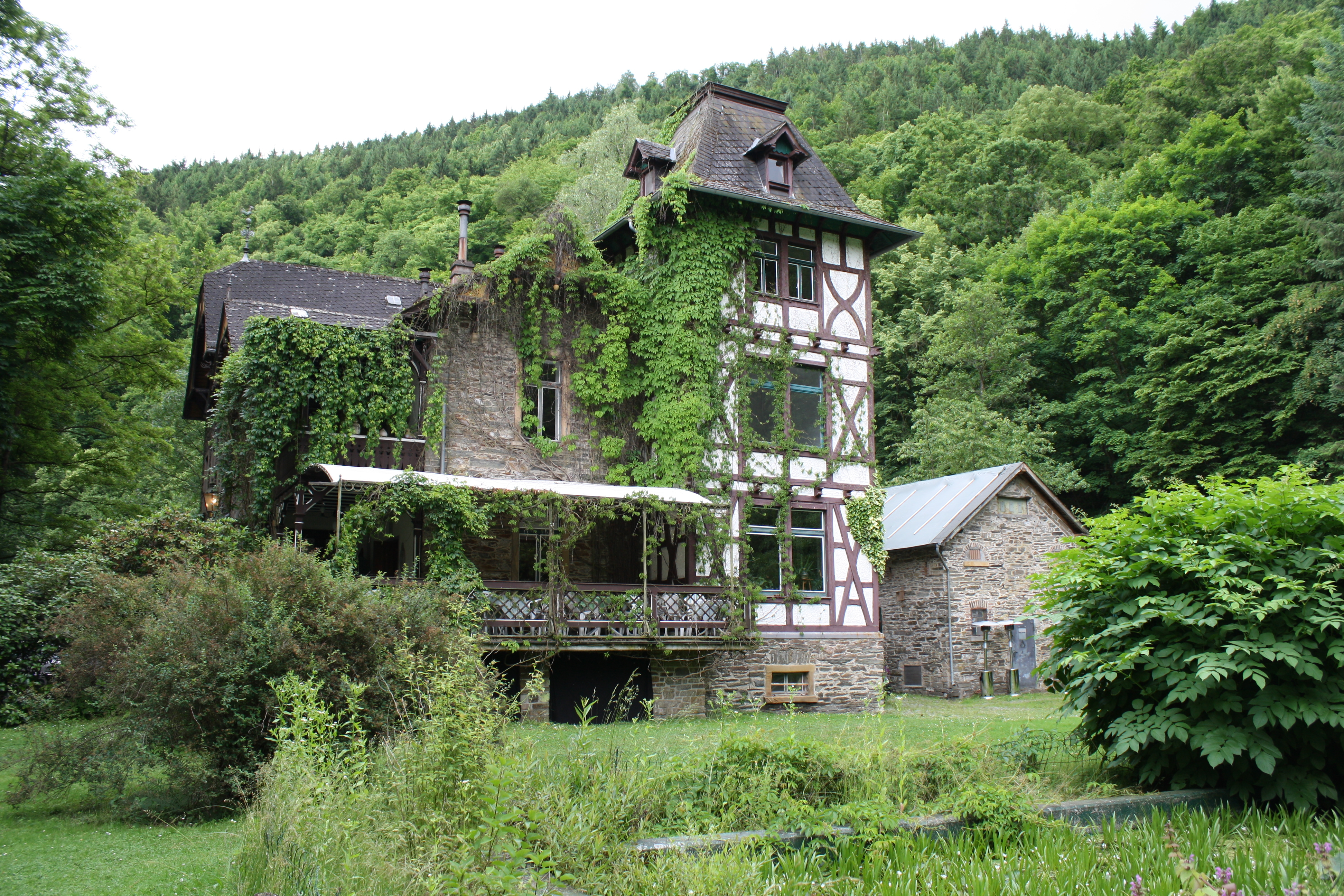
Cafe Alte Villa im Wispertal unterhalb der Burgruine Rheinberg (2013)
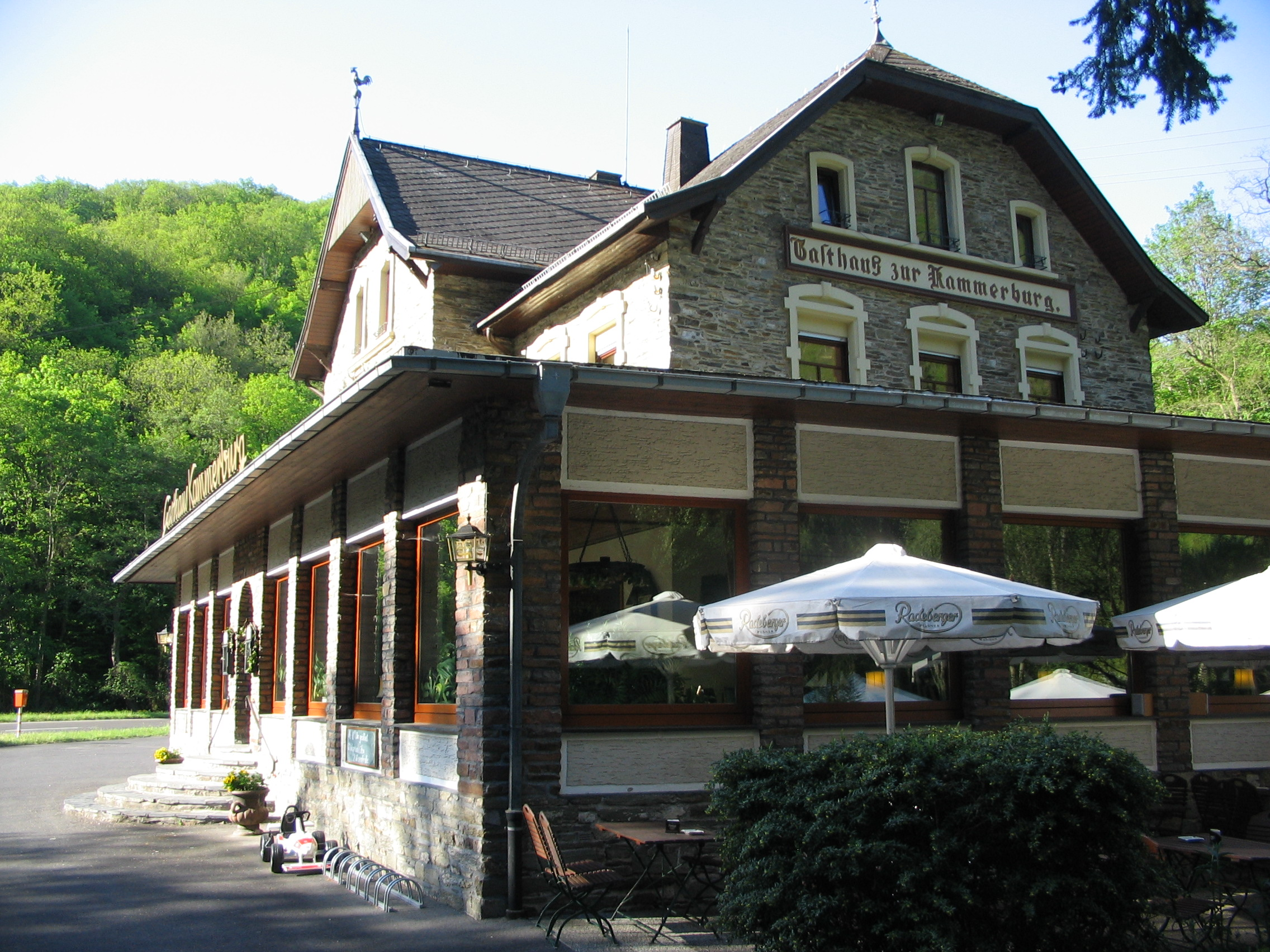
Gasthaus zur Kammerburg, unterhalb der gleichnamigen Burgruine (Ansicht von 2008; geschlossen 2017)
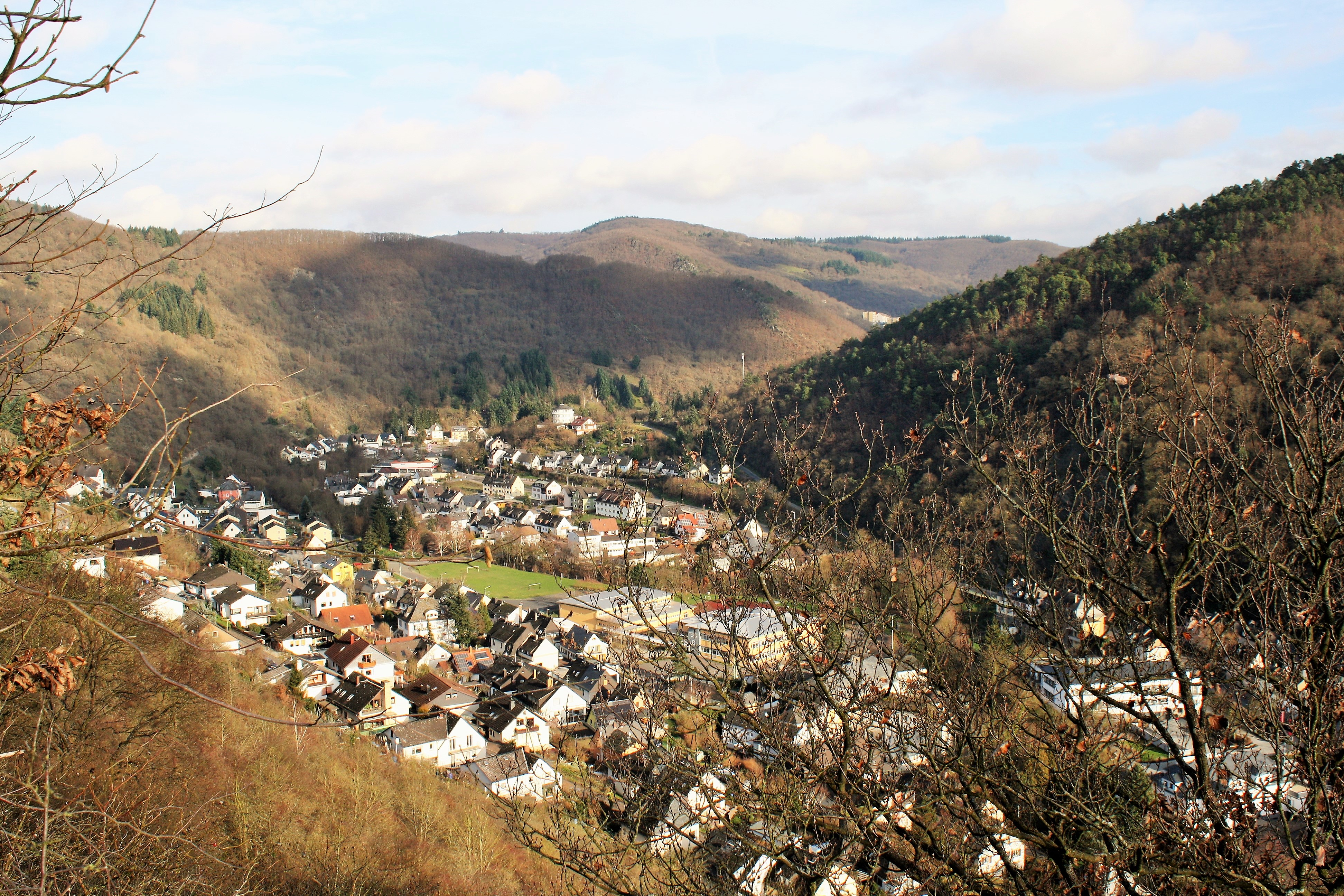
Wispertal bei Lorch (2015)